# Aus der Geschichte des vaterländischen philosophischen Denkens
Aus der Geschichte des vaterländischen philosophischen Denkens (russisch Из истории отечественной философской мысли / Is istorii otetschestwennoi filossofskoi mysli, wiss. Transliteration Iz istorii otečestvennoj filosofskoj mysli) ist eine russischsprachige Buchreihe zur russischen Philosophie, die seit 1989 vom russischen Verlag Prawda als Beilage zur Zeitschrift Woprossy filossofii (russisch Вопросы философии, wiss. Transliteration Voprosy filosofii; „Fragen der Philosophie“) herausgegeben wird. Sie erscheint in Moskau. Einer ihrer Mitherausgeber ist Vladimir Kantor.

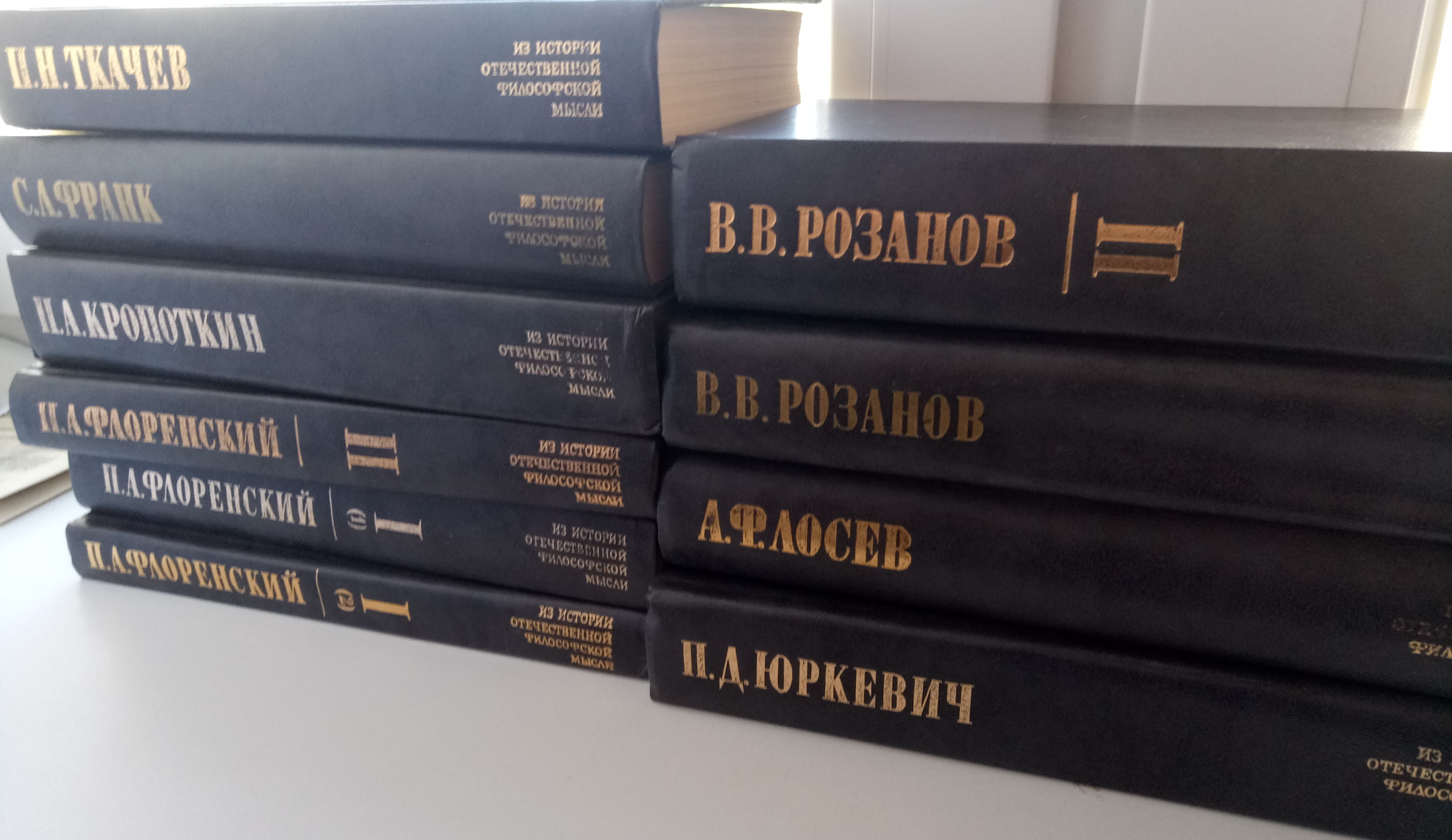
Verschiedene Bände der Reihe

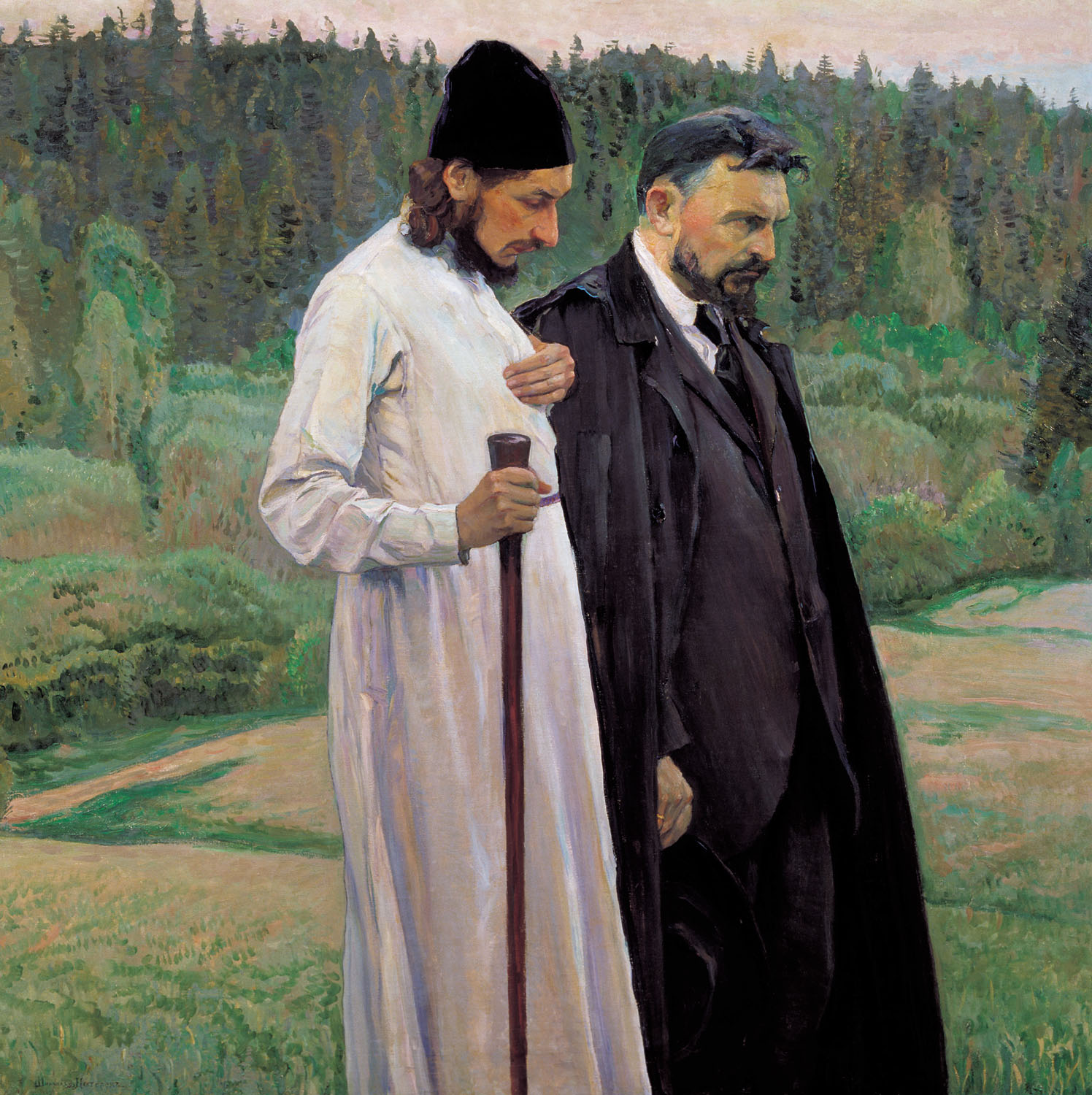
Pawel Florenski (links) und Sergei Bulgakow, 1917 (Gemälde von Michail Wassiljewitsch Nesterow)

## Bände
- Aksakow, I. S.: Warum ist es so schwer, in Russland zu leben? Moskau 2002.
- Bakunin, M. A.: Philosophie. Soziologie. Politik. Moskau 1989.
- Berdjajew, N. A.: Philosophie der Freiheit. Die Bedeutung der Schöpfung. Moskau 1989.
- Bulgakow, S. N.: Ausgewählte Artikel in zwei Bänden. Band 1. Moskau 1993.
- Bulgakow, S. N.: Ausgewählte Artikel in zwei Bänden. Band 2. Moskau 1993.
- Bulgakow, S. N.: Werke in zwei Bänden. Band 1. Moskau 1993.
- Bulgakow, S. N.: Werke in zwei Bänden. Band 2. Moskau 1993.
- Wechi. De profundis. Moskau 1991.
- Gessen, S. I.: Ausgewählte Werke. Moskau 1998.
- Iljin, I. A.: Werke. Band 1. Moskau 1993.
- Iljin, I. A.: Werke. Band 2. Moskau 1994.
- Kawelin, K. D.: Unsere mentale Struktur. Moskau 1989.
- Kropotkin, P. A.: Die Eroberung des Brotes. Moderne Wissenschaft und Anarchie. Moskau 1990.
- Lossew, A. F.: Aus frühen Werken. Moskau 1990.
- Losski, N. O.: Ausgewählte Werke. Moskau 1991.
- Nowgorodzew, P. I.: Über das gesellschaftliche Ideal. Moskau 1991.
- Pissarew, D. I.: Historische Skizzen. Moskau 1989.
- Potebnja, A. A.: Wort und Mythos. Moskau 1989.
- Rozanow, W. W.: Werke in zwei Bänden. Band 1: Religion und Kultur. Moskau 1990.
- Rosanow, W. W.: Werke in zwei Bänden. Band 2: Einzelhaft. Moskau 1990.
- Samarin, Ju. F.: Ausgewählte Werke. Moskau 1996.
- Solowjow, W. S.: Werke in zwei Bänden. Band 1. Moskau 1989.
- Solowjow, W. S.: Werke in zwei Bänden. Band 2. Moskau 1989.
- Stepun, F. A.: Werke. Moskau 2000.
- Tkatschow, P. N.: Das Lagerhaus der Weisheit der russischen Philosophen. Moskau 1990.
- Trubezkoi, Je. N.: Die Weltanschauung von W. S. Solowjow. In zwei Bänden. Band 1. Moskau 1995.
- Trubezkoi, Je. N.: Die Weltanschauung von W. S. Solowjow. In zwei Bänden. Band 2. Moskau 1995.
- Florenski, P. A.: Werke in zwei Bänden. Band 1. Teil 1. Der Pfeiler und die Grundfeste der Wahrheit. Moskau 1990.
- Florenski, P. A.: Werke in zwei Bänden. Band 1. Teil 2:  Der Pfeiler und die Grundfeste der Wahrheit. Moskau 1990.
- Florenski, P. A.: Werke in zwei Bänden. Band 2: An den Wasserscheiden des Denkens. Moskau 1990.
- Frank, S. L.: Essays. Moskau 1990.
- Chomjakow, A. S.: Werke in zwei Bänden. Band 1: Arbeiten zur Historiosophie. Moskau 1994.
- Chomjakow, A. S.: Werke in zwei Bänden. Band 2: Werke zur Theologie. Moskau 1994.
- Tschaadajew, P. J.: Essays. Moskau 1989.
- Speth, G. G.: Werke. Moskau 1989.
- Schestow, L. I.: Werke in zwei Bänden. Band 1: The Power of the Keys. Moskau 1993.
- Schestow, L. I.: Werke in zwei Bänden. Band 2: Auf Hiobs Waage (Reisen der Seele). Moskau 1993.
- Ern, W. F.: Essays. Moskau 1991.
- Jurkewitsch, P. D.: Philosophische Werke. Moskau 1990.